# Other Lives
Other Lives — американський рок-гурт, створений у 2004 році у Стіллвотері, Оклахома. Спочатку гурт мав назву «Kunek» і навіть випустив перший албом під цією ж назвою.

## Дискографія
Альбоми
- «Flight of the Flynns» (Kunek) (2006)
- «Other Lives» (2009)
- «Tamer Animals» (2011)
- «Rituals» (2015)
- «For Their Love» (2020)

Мініальбоми
- «Other Lives» (2008)
- «Mind The Gap» (2012)

## Основний склад
Джессі Табіш — вокал, піаніно, гітара
Джонатан Муні — піаніно, скрипка, гітара, ударні, труба
Джош Онстотт — бас, клавішні, перкусія, гітара, бек-вокал